# Beta Test
Beta Test è un film del 2016 diretto da Nicholas Gyeney.

## Trama
Il campione di videogiochi Max Troy scopre che gli eventi del nuovo videogioco si rispecchiano nel mondo reale e unisce le forze con il protagonista del gioco Orson Creed per svelare la cospirazione prima che la trama del gioco travolga la città.